# Kopolya-patak
A Kopolya-patak az Aggteleki-karszt területén ered, Szinpetri településtől 1 kilométerre északra, Borsod-Abaúj-Zemplén vármegyében. A kis-Kopolya-forrás a Kopolya-völgy keleti mellékvölgye, amelynek felső részén wettersteini mészkőből
fakad a Kis Kopolya-forrás, mintegy 275 méteres tengerszint feletti magasságban. A Kopolya-forrás vízhozama 1000 liter/perc. A Kopolya völgy talpazatát mésztufa alkotja, amelynek végét a völgy délkeleti végén egy 2 méter magas vízesés jelzi.

## Élővilága

### Faunája
A patakban védett, bizonyos esetekben veszélyeztetett természetvédelmi státuszú, olykor ritka tegzesfajok élnek, mint például a Plectrocnemia conspersa, a Chaetopteryx fusca, a Potamophylax nigricornis, valamint a Notidobia ciliaris.

## Part menti település
- Szinpetri